# Проспект-Гайтс (Іллінойс)
Проспект-Гайтс (англ. Prospect Heights) — місто (англ. city) в США, в окрузі Кук штату Іллінойс. Населення — 16 058 осіб (2020).

## Географія
Проспект-Гайтс розташований за координатами 42°6′11″ пн. ш. 87°55′29″ зх. д. / 42.10306° пн. ш. 87.92472° зх. д. (42.103185, -87.924838).  За даними Бюро перепису населення США в 2010 році місто мало площу 11,05 км², з яких 10,97 км² — суходіл та 0,08 км² — водойми.

## Демографія
Згідно з переписом 2010 року, у місті мешкало 16 256 осіб у 6114 домогосподарствах у складі 4252 родин. Густота населення становила 1471 особа/км².  Було 6472 помешкання (586/км²).
Расовий склад населення:
| - 75,3 % — білих - 7,9 % — азіатів - 1,5 % — чорних або афроамериканців - 0,7 % — корінних американців - 12,5 % — осіб інших рас |

До двох чи більше рас належало 2,1 %. Частка іспаномовних становила 29,8 % від усіх жителів.
За віковим діапазоном населення розподілялося таким чином: 23,0 % — особи молодші 18 років, 63,4 % — особи у віці 18—64 років, 13,6 % — особи у віці 65 років та старші. Медіана віку мешканця становила 37,4 року. На 100 осіб жіночої статі у місті припадало 99,6 чоловіків;  на 100 жінок у віці від 18 років та старших — 98,7 чоловіків також старших 18 років.
Середній дохід на одне домашнє господарство  становив 84 140 доларів США (медіана — 61 442), а середній дохід на одну сім'ю — 92 457 доларів (медіана — 68 537). Медіана доходів становила 41 800 доларів для чоловіків та 40 630 доларів для жінок. За межею бідності перебувало 11,0 % осіб, у тому числі 20,8 % дітей у віці до 18 років та 4,3 % осіб у віці 65 років та старших.
Цивільне працевлаштоване населення становило 8246 осіб. Основні галузі зайнятості: освіта, охорона здоров'я та соціальна допомога — 20,2 %, виробництво — 15,2 %, науковці, спеціалісти, менеджери — 13,3 %.